# Електромагнит
Електромагнитът е вид магнит, при който магнитното поле се получава вследствие на протичането на електрически ток. При спирането на тока магнитното поле престава да съществува.
Ако два гъвкави проводника се закрепят в двата края и по тях протича ток в еднаква посока, те се привличат, а когато протича ток в различна посока, проводниците се отблъскват. Описаното явление не може да се обясни с действието на електростатичните сили, защото когато два проводника са заредени с еднакви заряди, те се отблъскват, т.е. точно обратното на описаното явление. Магнитното действие на електрическия ток може да се установи и с помощта на обикновен компас, чиято стрелка се отклонява, ако се постави близо до проводник, по който протича ток. Стрелката на компаса се отклонява от нормалното си положение север-юг и застава перпендикулярно на равнината, образувана от проводника и оста на стрелката (правило на дясната ръка). Електромагнитите най-често са под формата на бобина (индуктивен елемент).

## Приложение
Електромагнитното действие на електрическия ток намира приложение в електрически апарати и уреди или изпълнителни механизми, управлявани от наличието на електрически ток в някакъв соленоид. Електромагнитното действие се увеличава значително, когато се поставя желязна сърцевина в навитата бобина. Сърцевината на електромагнита се изготвя от феритни материали или меко желязо, при които няма остатъчен магнетизъм и не притежават магнитни свойства след прекъсване на електрическата верига. Предимствата му са, че за разлика от постоянните магнити електромагнитът може да се регулира (силата на привличане) и е възможно да спре да привлича железни предмети. Свойствата на електромагнитите се използват широко в практиката. Всички електромагнити имат свойството да натрупват енергия, поради което намират широко приложение в електротехниката под различни наименования според функцията която изпълняват.